# 栗尾
栗尾（くりお）は日本の女性ピン芸人。関西を拠点とする社会人演芸サークル「公共の利益」に所属している。

## 概要
京都大学出身。兵庫県庁の役職付き地方公務員として活動しつつ、お笑い芸人としても活動している。かつては、大阪の「漫才塾」にも所属していた。アマチュアながら多くの賞レースを制覇しており、女芸人No.1決定戦 THE W ではアマチュアとしては2番目に多い3回準決勝に進出している。また、ユニットを結成して、漫才師としても活動しており、M-1グランプリ2016は「栗尾荒川物語」として、M-1グランプリ2023からは同じく社会人漫才師の「ガーベラガーデン」と「第3おかかうどん」として活動している。M-1グランプリ2024では3回戦に進出した。

## 芸風
主にコントをしているが、そのコントはプロ顔負けの間の取り方をしている。またアイデアもそのアイデアを掘っていく貪欲さと演出がずば抜けてると言われている。

## 賞レース戦歴
- 2013年 関西演芸しゃべくり話芸大賞 決勝進出
- 2015年 ボルケーノ茨木2015 優勝[6]
- 2015年 セルシーお笑いグランプリ 審査員特別賞
- 2018年 R-1ぐらんぷり2018 3回戦進出[7]
- 2019年 NEYAGAWA★エンタカップ Vol.1 お笑い部 優勝
- 2019年 女芸人No.1決定戦 THE W 準決勝進出
- 2020年 女芸人No.1決定戦 THE W 準決勝進出
- 2021年 女芸人No.1決定戦 THE W 2回戦進出
- 2021年 関西演芸しゃべくり話芸大賞 奨励賞
- 2022年 女芸人No.1決定戦 THE W 2回戦進出
- 2022年 Q-1グランプリ優勝
- 2023年 女芸人No.1決定戦 THE W 準決勝進出